# Liste der deutschen Botschafter in Togo
Die Liste der deutschen Botschafter in Togo enthält alle Botschafter der Bundesrepublik Deutschland in Togo. Sitz der Botschaft ist in Lomé.
| Name                     | Amtszeit  | Anmerkungen |
| ------------------------ | --------- | ----------- |
| Alexander Török          | 1959–1963 |             |
| Karl Gerhard Seeliger    | 1963–1967 |             |
| Rudolf von Wistinghausen | 1967–1970 |             |
| Gerhard Söhnke           | 1970–1974 |             |
| Hans Hermann Haferkamp   | 1974–1976 |             |
| Werner Seldis            | 1976–1979 |             |
| Johannes Reitberger      | 1979–1983 |             |
| Peter Scholz             | 1983–1986 |             |
| Heinz Wersdörfer         | 1986–1990 |             |
| Hans-Joachim Heldt       | 1990–1992 |             |
| Rainald Steck            | 1992–1996 |             |
| Dieter Simon             | 1996–2000 |             |
| Dieter Papenfuß          | 2000–2003 |             |
| Klaus Günther Grohmann   | 2003–2006 |             |
| Hubert Kolb              | 2006–2008 |             |
| Alexander Beckmann       | 2008–2011 |             |
| Joseph Weiß              | 2011–2014 |             |
| Volker Berresheim        | 2014–2015 |             |
| Christoph Sander         | 2015–2019 |             |
| Matthias Veltin          | 2019–2023 |             |
| Claudius Fischbach       | seit 2023 |             |